# 东方法老蛛
东方法老蛛（学名：Pharcocerus orienalis）为跳蛛科法老蛛属的动物。在中国大陆，分布于湖北、甘肃等地。该物种的模式产地在湖北。